# Setra S 215 UL
Der Setra S 215 UL wurde 1983 von Kässbohrer als Überlandbus der sogenannten 200er Baureihe entwickelt. Er löste den Vorgängertyp Setra S 140 ES ab. Zunächst als „S 215 UL Regional“ bezeichnet, entfiel der Zusatz „Regional“ später. 1995 wurde er vom Setra S 315 UL abgelöst.
Nahezu baugleich mit dem S 215 UL ist der S 213 UL. Die beiden Typen unterscheiden sich lediglich in der Fahrzeuglänge und Zahl der Sitzreihen: Der S 215 UL mit 15 Sitzreihen misst 12,00 m, der S 213 UL mit 13 Sitzreihen 11,29 m. In Deutschland erreichte der S 213 UL vergleichsweise wenige Zulassungen, in Ländern wie der Schweiz wird wegen der engen Passstraßen der S 213 UL bevorzugt, da er aufgrund seiner verminderten Fahrzeuglänge einen kleineren Wendekreis hat. Auch die Bundeswehr beschaffte den kürzeren S 213 UL. Zusätzlich wurden noch die längeren Gelenkbusvarianten SG 219 UL und SG 221 UL angeboten, die 19 bzw. 21 Sitzreihen bieten. 1992 brachte Setra auf Basis des S 215 UL den Low Entry Bus S 215 NR auf den Markt. Dieser verfügte über Niederflureinstiege an beiden Türen. Der hintere Teil des Fahrgastraumes nach der zweiten Tür war hochflurig ausgeführt und über eine Treppe erreichbar. Aus dieser Variante wurde der dreiachsige Prototyp S 217 NR abgeleitet, der aber nie in Serie gefertigt wurde.
Obwohl Göppel Bus bereits Prototypen des neu konstruierten VÖV-II-Überlandbusses im Auftrag von Kässbohrer hergestellt hatte, verzichtete Kässbohrer auf deren Produktion, nachdem Daimler-Benz und MAN ihre Zusagen bezüglich der Motorenlieferungen für die Kässbohrer-Busse zurückzogen. Tatsächlich war der S 213/215 UL am Markt wesentlich erfolgreicher als die Überland-Versionen der VÖV-II-Busse Mercedes-Benz O 407 und MAN SÜ 242. Der S 215 UL wurde wahlweise mit Daimler-Benz- oder MAN-Dieselmotoren bestückt und mit Fünf- oder Sechsgang-Handschaltung ausgeliefert. Optional waren auch Automatikgetriebe erhältlich.